# Cleonymus laticornis
Cleonymus laticornis är en stekelart som beskrevs av Walker 1837. Cleonymus laticornis ingår i släktet Cleonymus och familjen puppglanssteklar. Arten är reproducerande i Sverige. Inga underarter finns listade i Catalogue of Life.